# Le Vernet, Alpes-de-Haute-Provence
Le Vernet is a commune in the Alpes-de-Haute-Provence department in southeastern Pháp.